# Spirit (musikgrupp)
Spirit, ett rockband bildat i Los Angeles 1967. Originalmedlemmar var: John Arden "Jay" Ferguson f. 1948-02-19 (sång, percussion), Randy Craig Wolfe (artistnamn Randy California) f. 1951-02-20 d. 1997-01-02 Molokai, Hawaii (sång, gitarr), Mark Andes f. 1948-02-19 (basgitarr, sång), John Locke f. i Los Angeles 1943-09-23 d. 2006-08-04, Ojai (keyboards), Ed "Cass" Cassidy f. 1923-05-04 i Chicago d. 2012-12-06, San Jose, Kalifornien trummor och percussion).
Spirit spelade rock med inslag pop, jazz, folkmusik och klassisk musik. De influerades av andra artister från sextiotalets musikscen som till exempel Jimi Hendrix och Charles Lloyd.
Jazzinfluensen blev mindre markant på senare skivor efter originalgruppens upplösning.
Några av gruppens kända låtar är "Fresh Garbage", "I Got A Line On You" (en topp 30-hit i USA 1969) och "Nature's Way".

## Historia

### Förhistoria
Historien om Spirit tog sin början när Ed Cassidy föddes 1923 i Chicago.
Ed Cassidy spelade sitt första gig som trummis redan när han var 15 år, i ett storband med färgade musiker. Under de första 25 åren av sin karriär som musiker spelade Cassidy med alla upptänkliga sorters band i olika genrer: storband, smågrupper, country & western,
ska och blues. En period var han också medlem i en operaensemble. Detta gav honom en bred erfarenhet som han sedan skulle ha stor nytta av som trummis i Spirit. 
Förutom musikerjobbet försörjde han sig vid olika tillfällen som skådespelare, föreläsare (om musiken som karriär), lagerarbetare, vetekornsinspektör och flygmekaniker.
I början av sextiotalet började Cassidy tröttna på jazzen i den form som den hade utvecklats till då - bop. Han ville spela en lättillgängligare och mindre introvert musik, och detta ledde bland annat fram till att han blev medlem av det experimentella bluesbandet Rising Sons. Det var i detta band som Cassidy tog sina första steg mot att bli en berömd musiker. Rising Sons blev ett fenomen på Los Angeles klubbscen vid den här tidpunkten, och i bandet ingick musiker som Ry Cooder och Taj Mahal och Cassidys gamle kompis Gary Marker (som senare spelade med Captain Beefheart). Ed Cassidys karriär i Rising Sons fick dock ett brått slut när han skadade sin hand under ett energiskt trumsolo, och han blev tvungen att lämna gruppen av hälsoskäl. Han efterträddes av Kevin Kelley, som senare blev trummis i The Byrds. Gruppen gav aldrig ut någon LP under sin livstid, men 1992 gavs deras inspelningar ut på Columbia Legacy etiketten. När denna platta spelades in hade Ed Cassidy redan lämnat gruppen.
1964 gjorde Rising Sons med Ed Cassidy en spelning på klubben Ash Grove i Los Angeles. Där träffade han Randy Wolfes mor Bernice Pearl som han efter ett tag kom att gifta sig med. Ed Cassidy blev därmed Randy Wolfes styvfar. 
Ash Grove var en folkmusikklubb som drevs av Bernices bror och där uppträdde artister som Bob Dylan, Linda Ronstadt, Lightnin' Hopkins, Chambers Brothers, Doc Watson och Staple Singers.
Randy Wolfe var vid denna tidpunkt  tretton år gammal men redan medlem i ett band som hette Red Roosters.
De övriga medlemmarna var Jay Ferguson, Mark Andes och Mike Fondelier.
Snart blev Randys styvfar rekryterad som trummis till bandet. Detta band höll ihop till början av 1966, då Ed Cassidy flyttade med sin nya familj till New York. Ferguson och Andes bildade det kortlivade bandet Western Union som också inkluderade Marks bror Matt.
Randy var nu femton år och vid ett besök i musikaffären Manny's Music i New York träffade han en gitarrist som hette Jimmy James och blev medlem i dennes band i tre månader. Bandet hette Jimmy James and the Blue Flames och spelade på klubbar.
Man spelade standardlåtar som Hey Joe och någon enstaka originallåt som Look Over Yonder.
Det fanns två Randy i bandet, en från Kalifornien och en från Texas. För att hålla isär dem kallades de "Randy California" och
"Randy Texas". Så fick Randy sitt artistnamn. Jimmy James träffade den engelske managern Chas Chandler och fick ett erbjudande om en ny karriär i England. Han accepterade och blev sedan känd under sitt riktiga namn, Jimi Hendrix.
Spirit spelade in låten Look Over Yonder på sin 1997 utgivna skiva California Blues.
Ed, Randy och Bernice flyttade snart tillbaka till västkusten igen, och i april 1967 bildade Randy, Ed och - bland andra - keyboardisten John Locke, en ny grupp som de kallande Spirits Rebellious. Gruppens namn hade man hämtat från Khalil Gibrans bok Profeten. Den 27 maj samma år besökte man ett "love-in" i Griffith Park. Där stötte man av en slump ihop med Andes och Ferguson igen. Man beslöt sig för att börja spela ihop igen och gruppens namn förkortades till Spirit.

### Originalbandet
Bandet repeterade i John Lockes hus i Topanga Canyon och snart var de ute och spelade så mycket de kunde. Den 29 augusti 1967 skrev Spirit på ett skivkontrakt med Ode Records. Ode var en skivetikett som startats av Lou Adler, och han producerade också gruppens tre första skivor.
Adler hade tidigare bland annat grundat Dunhill Records, producerat flera storsäljande artister och Monterey Pop Festival.
Spirits första skiva Spirit spelades in i CBS studio och släpptes 1968. Lou Adler hade, efter att gruppen gjort färdigt inspelningarna, lagt till stråkar och horn arrangerade av Marty Paich. Detta orsakade en del missnöje inom gruppen, och skivans sound har ibland kritiserats som för mjukt, inte reflekterande gruppens hårdare och rockigare sida. Detta kan till viss del ha att göra med att Lou Adler saknade erfarenhet av rockband, han hade en bakgrund som producent av först och främst vokalgrupper.
Skivan innehöll dock låtar som Fresh Garbage, Mechanical World, Taurus och Elijah som blev viktiga delar av gruppens repertoar.
Inför inspelningen av gruppens andra skiva efterlyste Lou Adler en hitlåt. Detta inspirerade Randy California till att skriva låten I Got A Line On You som var första spåret på gruppens andra skiva The Family That Plays Together. Denna sång blev en mindre hit, den klättrade till plats 25 på Billboards lista. Denna LP blev ett genombrott för Randy California som låtskrivare, den första skivan hade dominerats av Jay Fergusons material. LP:n sålde något bättre än föregångaren, men Spirit var fortfarande inte något storsäljande band.
Under en spelning på Aquarius Theater i Hollywood blev gruppen upptäckt av den franske regissören Jacques Demy.
Han arbetade vid denna tid på filmen Model Shop, och Spirit komponerade stora delar av filmens ljudspår och spelade sig själva i filmen. Huvudrollsinnehavare var Gary Lockwood och Anouk Aimée.
Filmen floppade, men en del av musiken hamnade på Spirits nästa album; Clear.
Marknadsföringen av detta album kunde ha varit bättre, bandet hade fått en inbjudan till Woodstock festivalen men skickades istället av Lou Adler ut på en radioturné. Singeln från albumet, Dark Eyed Woman floppade, liksom albumet. Skivan innehöll dock en del bra musik; Ice, Clear, Give A Life, Take A Life och So Little Time To Fly.
Nästa skivprojekt för gruppen blev singeln 1984 med b-sidan Sweet Stella Baby. Dessa låtar producerades av gruppen själva utan inblandning från Lou Adler. Detta gjorde musiken betydligt mera avskalad med ett påfallande modernt gitarrsound. Singeln floppade ändå, kanske beroende på att den blev bannlyst av vissa radiostationer. Texten till 1984 var inspirerad av George Orwells roman med samma namn och kritiserade bland annat Los Angeles polisväsende.
Lou Adler hamnade i en konflikt med CBS angående ett distributionsavtal för Ode, detta resulterade i att Spirit hamnade på CBS skivetikett Epic istället. På Epic gav man ut sin nästa skiva, The Twelve Dreams of Dr. Sardonicus.
Som producent för denna skiva valde man David Briggs, idag mest känd för sitt arbete med Neil Young.
Inspelning av skivan tog lång tid och blev komplicerad på grund av drogmissbruk, musikaliska meningsskiljaktigheter och personliga konflikter inom gruppen. Randy California ramlade dessutom av en häst mitt under inspelningen, vilket ledde till en månads sjukhusvistelse. Samarbetet med producenten David Briggs gick dock bra, och den färdiga LP:n anses av många vara Spirits bästa och ett mästerverk. Populära låtar från skivan som har spelats mycket på amerikansk radio är Nature's Way, Animal Zoo och Mr Skin. Inspelningarna dominerades av Randy California som vid denna tid började bli starkt influerad musikaliskt av sin gamle medmusikant Jimi Hendrix.
Soundet var mycket psykedeliskt med ljudeffekter som påminde om de som användes av The Beatles och Jimi Hendrix under perioden 1967-1968. Bandet åkte på två turnéer för att marknadsföra skivan, men den sålde ändå inte så bra.
Detta och fortsatta konflikter inom gruppen ledde till att Jay Ferguson och Mark Andes lämnade gruppen i juni 1971.
Andes och Ferguson tillsammans med Matt Andes och trummisen Curly Smith bildade Jo Jo Gunne, ett band som spelade låtar i en enklare rockstil. De spelade in fyra LP och fick en hit med låten Run Run Run.

### Kaptain Kopter & Commander Cassidy på egen hand
Spirit fortsatte spela som en kvartett under en kortare period efter Andes och Ferguson lämnat gruppen.
Andes ersattes av John Arliss och sedan Al Staehely. Men Randy California lämnade snart gruppen för att satsa på en solokarriär. Då rekryterades Al Staehelys bror John Staehely som ny gitarrist.
Denna sättning (Staehely, Staehely, Locke, Cassidy) turnerade och spelade in den mindre lyckade LP:n Feedback.
Randy California hade under tiden spelat in en starkt Henrix-inspirerad LP med psykedelisk rock under namnet Kaptain Kopter and the (fabulous) twirly birds. Bland gästmusikerna på LP:n fanns Noel Redding från Jimi Hendrix Experience, samt Ed Cassidy. Låtarna var en blandning av originalmaterial och covers på bland annat Rain av The Beatles. 
På turnén för att marknadsföra Kaptain Kopter-skivan användes återigen Spirit-namnet. 
Sättningen var nu förutom Randy; Larry "Fuzzy" Knight på bas och Ed Cassidy på trummor.
Man gjorde en framgångsrik turné i England Mars/April 1972. Då presenterades planer på ett nytt Spirit-album; en konceptskiva som skulle ha titeln Journey through Potatoland. Inspelningar hade gjorts, men Epic ansåg att materialet inte var tillräckligt kommersiellt och skivan släpptes inte. Dessa motgångar, tungt narkotikamissbruk och andra problem, bland annat en skilsmässa, gjorde att Randy California befann sig på randen till ett psykiskt sammanbrott.
Han hoppade bland annat i Themsen från en bro och hamnade på sjukhus. Turnén fick avbrytas. Randy California hamnade först på en rehabiliteringsklinik i Santa Monica, sedan tillbringade han ett år på Hawaii med sin mor för att återhämta sig.
Ed Cassidy och Fuzzy Knight rekryterade nya musiker till ett Spirit "copycat band" som de turnerade framgångsrikt med.

### Mercury-åren
I januari 1974 återförenades California och Cassidy igen för att spela tillsammans igen under namnet Spirit.
I början var också Mark Andes med och denna sättning gjorde ett antal spelningar. Sedan ersattes Andes av Barry Keene och man spelade in dubbel-LP:n Spirit of 76 i Studio 70, Tampa, Florida. Gruppen fick ett skivkontrakt med skivbolaget Mercury. Skivan innehåller en blandning av originalmaterial och covers. Bland coverlåtarna finns bland andra America the Beautiful (Amerikas nationalhymn),
The Star-Spangled Banner (Amerikas nationalsång) och Like A Rolling Stone av Bob Dylan.
Skivan var åtminstone delvis inspirerad av USA:s 200-hundraårsjubileum som ägde rum 1976. Omslaget gjordes av den surrealistiske konstnären Burt Shonberg som också framträder som Jack Bond på skivan.
Musiken fick på denna och de tre efterföljande skivorna (Son of Spirit, Farther Along och Future Games) ett mjukare sound med mycket akustiska gitarrer och ofta utan keyboards. Skivan var dominerad av California som producerade och på många spår spelade alla instrument utom trummor.
Resultatet blev en skiva som inte sålde så mycket men som blev en framgång bland kritiker och fans.
Efter ännu en skiva producerad av California, Son of Spirit, återförenades originalupplagan igen för några konserter. Återföreningen blev inte helt konfliktfri, några av gruppmedlemmarna blev upprörda när Randy California föste en berusad Neil Young av scenen vid en av konserterna, sedermera har denna incident fått smått legendariska proportioner. Återföreningen resulterade också i en skiva; Farther Along inspelad med alla originalmedlemmarna utom Jay Ferguson. Skivan fortsatte i en mjukare stil, denna gång polerad av en utomstående producent, Al Schmidt.
Sedan följde 1977 den kontroversiella skivan Future Games, ett experimentellt ljudkollage som fått kultstatus.
Skivan innehöll bland annat dialog från TV-serien Star Trek.

### Sjuttiotalets slut
Nästa skivprojekt efter Future Games blev skivan Live som kom att ges ut i många versioner och med olika titlar som Live Spirit och Made in Germany. Sättningen som spelade in denna skiva var Randy California, Ed Cassidy och Larry "Fuzzy" Knight.
Gruppen uppträdde också i det tyska tv-programmet Rockpalast 1978.

### Åttiotalet
I början av åttiotalet gjorde några Spirit-fans en namninsamling till stöd för en utgivning av materialet från Potatoland-projektet. Detta resulterade i en skiva som släpptes 1981.
Den innehöll bara några av låtarna från de ursprungliga inspelningssessionerna, resten var inspelat vid andra tillfällen eller nyinspelat. Resultatet var långt ifrån den ursprungliga idén. Man satte dock ihop ett nytt Spiritband bestående av California och Cassidy samt George Valuck (keyboards, sång) och Steve "Liberty" Loria (bas, sång) som turnerade i både USA och Europa.
Vid denna tidpunkt försökte också Randy California få igång en solokarriär.
Soloplattan Euro-American släpptes 1982. Första sidan på gick i hårdrockstil, andra sidan innehöll mer bluesiga och traditionellt rockiga låtar.
En tid bodde han i England och spelade in och turnerade där.
Detta resulterade bland annat i den hårdrockorienterade skivan Restless (1985). Låten Jack Rabbit
från denna skiva kom att bli en del av Spirits repertoar.
Ytterligare en Randy California-platta släpptes 1986, Shattered Dreams. Den innehöll mest demo-inspelningar.
I december 1982 återförenades originalupplagan av Spirit för en skiva och en turné. Skivan hette Spirit of '84 i USA och The thirteenth dream i Europa. Den innehöll mest nyinspelningar av gamla låtar.
Återföreningen varade inte så länge, och Cassidy och California fortsatte under hela åttiotalet att turnera som Spirit med nya medlemmar, bland andra Scott Monahan (keyboards, sång) och Mike Nile (bas, sång).
I slutet av åttiotalet fick gruppen skivkontrakt med IRS. 1989 släppte man skivan Rapture in the chambers med nytt material. Sättningen vid inspelningen var California, Cassidy och Locke med gästspel från Mark Andes.
Skivan blev inte någon större succé, men man fortsatte turnerandet.

### Nittiotalet och bandets upplösning
1990 släpptes skivan Tent of miracles på bandets egen skivetikett. Denna gång var sättningen California, Cassidy och Mike Nile (bas, sång). Mike Nile skrev och sjöng också några av låtarna på skivan vilket var ovanligt, på de flesta skivorna efter originalbandets upplösning var Randy California den huvudsaklige låtskrivaren.
I oktober 1991 återförenades Spirits originalsättning en sista gång för en konsert tillsammans med Doobie Brothers i Mile Square Park in Fountain Valley, Kalifornien.
1995 släpps live-skivan Live at La Paloma med sättningen California, Cassidy och Scott Monahan (keyboards, keyboard-bas, sång).
Både Scott Monahan och Mike Nile hade spelat av och till med Spirit och Randy California sedan början av åttiotalet.
1996 släpps plattan California Blues inspelad med sättningen California, Cassidy, Steve "Liberty" Loria, Matt Andes och Rachel Andes (sång).
Dessutom medverkade flera gästartister som Robbie Krieger, Bruce Gary och Spencer Davis.
Framtiden såg ljusare ut för bandet men Randy Californias tragiska död den 2 januari 1997 kom att bli slutet för gruppen.
California drunknade på Hawaii när han surfade tillsammans med sin son. De råkade ut för en farlig ström, California lyckades skjuta iväg sin son (som överlevde) mot stranden men klarade sig inte själv.
Ed Cassidy gjorde 1998 några spelningar med "Spirit revisited" men efter det har gruppen inte varit aktiv med konserter.

### Postuma skivsläpp och andra händelser efter 1997
Randy California hade länge en hemstudio och hade genom åren spelat in mycket material som aldrig getts ut på skiva. 2000 kom den första skivan med outgivet material; Cosmic Smile. Den producerades av Bruce Gary. Nästa skiva med outgivet material, Sea Dream, kom 2002. Då hade Mick Skidmore tagit över rollen som producent. Skivorna har innehållit mycket material från de oavslutade skivprojekten One by one, Blues from the soul och Kaptain Kopter II.
Spirits låtar har flera gånger blivit samplade av andra artister. Bland de populäraste låtarna finns Resurrection av Common (som samplar Ice från Clear) och Feel Good Time av Pink (som samplar låten Fresh Garbage).

## Solokarriärer
Efter Jo Jo Gunnes upplösning startade Jay Ferguson en solokarriär. 1976 släpptes hans första soloskiva på Asylum etiketten; All Alone In The End Zone.
Den var producerad av Bill Szymczyk och musiken poprock med lite funk och reggae influenser och ballader. Vissa drag av Spirits musik kunde också skönjas.
Bland originallåtarna fanns också en cover på Traffics Medicated Goo. I bandet fanns bland andra Joe Walsh och Joe Vitale.
1977 kom uppföljaren; Thunder Island. Titelspåret blev en hit. Jay Ferguson släppte ytterligare en skiva på Asylum; Real Life Ain't This Way.
Vid denna tid var han också verksam som keyboardist i Joe Walsh band, han medverkade på skivorna You Can't Argue With a Sick Mind och But seriously folks.
Sedan gjorde han ytterligare två solo-skivor för Capitol.
I början av åttiotalet inledde Ferguson en karriär som film och tv-musik kompositör. Han var en av pionjärerna med syntdominerade soundtrack.
Han har mest gjort musik till b-filmer och tv-serier men också en del större produktioner. Bland dessa märks den prisbelönta musiken till den amerikanska versionen av tv-serien The office.
Ferguson har en egen inspelningsstudio och har producerat andra artister.
Efter sin tid med Spirit arbetade John Locke som musiker med andra artister, bland andra Tom Rush, Albert Hammond, Stray Cats och Simon Stokes. Två år i början på åttiotalet var han medlem i Nazareth. På senare år lämnade han musikbranschen och hade musiken som en bisyssla med en liten inspelningsstudio. Han dog den 4 augusti 2006 i sviterna av lymfcancer.
Mark Andes lämnade Jo Jo Gunne efter den första skivan. Han blev sedan medlem i countryrockgruppen Firefall. Efter några år med denna grupp lämnade han den i början av åttiotalet. Efter ett tag började han spela bas med Heart istället. Han lämnade denna grupp 1993 och har sedan spelat med många olika artister bland andra Eliza Gilkyson, Robert Mirabal, Stevie Nicks och Ian McLagan.
Mike Nile har från 2002 och framåt varit medlem av The Indulgers, ett band starkt influerat av irländsk folkmusik. I bandet är han sångare, multiinstrumentalist och låtskrivare.
Han har också varit verksam som skivproducent.
Scott Monahan har arbetat med soundtracks och sedan början av åttiotalet med gruppen The Malibooz. 2009 släppte han sin första soloplatta, Songs from Califa.

## Övriga bandmedlemmar
- Larry "Fuzzy" Knight, basgitarr, sång (tidigt sjuttiotal, sent sjuttiotal)
- Barry Keene, basgitarr (mitten av sjuttiotalet)
- George Valuck, keyboards (av och till från början av åttiotalet)
- Steve "Liberty" Loria, basgitarr, sång (av och till från början av åttiotalet)
- Scott Monahan, keyboards, sång (av och till från början av åttiotalet)
- Dave Waterbury, basgitarr, sång (mitten av åttiotalet)
- Mike Nile, basgitarr, sång (av och till från början av åttiotalet)
- Matt Andes, gitarr (bror till Mark, gästspelade med både originalupplagan och en del senare upplagor av bandet.)

## Diskografi
Album
- Spirit (1968)
- The Family That Plays Together (1968)
- Clear (1969)
- Twelve Dreams of Dr. Sardonicus (1970)
- Feedback (1972)
- The Best Of Spirit (1973)
- Spirit of '76 (1975)
- Son of Spirit (1975)
- Farther Along (1976)
- Future Games (1977)
- Spirit Live (1978; live)
- Live Spirit (1978; live, Spirit Live ommixat och med två extra spår för USA)
- Made in Germany (1978; live, Live Spirit med ett extra spår)
- The Adventures of Kaptain Kopter & Commander Cassidy in Potato Land (1981)
- The Thirteenth Dream/Spirit of '84 (1984)
- Rapture in the Chambers (1988)
- Tent of Miracles (1990)
- Time Circle, 1968-1972 (1991; samling med en del outgivet material)
- Chronicles 1967-1992 (1991; samling med outgivet material)
- Live at la Paloma (1995; live)
- California Blues (1996)
- The Mercury Years (1997)
- Cosmic Smile (2000; första skivan som gavs ut efter Randy Californias död.)
- Sea Dream (2002; 2-CD)
- Blues From the Soul (2003; 2-CD, delvis outgivet material)
- Live From the Time Coast (2004; live, 2-CD)
- Son of America (2005); outgivet studiomaterial, 2-CD)
- The Original Potato Land (2006; ; rekonstruktion av outgiven refuserad originalversion från 1972)
- Salvation - the Spirit of '74 (2007; 2 CD live, plus en CD med tidigare outgivna studio inspelningar från tidigt sjuttiotal.)
- Rock and Roll Planet...1977-1979 (2008; 2 CD live plus en studio.)
- California Blues Redux (2009; 1 CD studio, 1 CD live. Annorlunda version av CB skivan från 1996.)
- The Last Euro Tour (2010; 2 CD live.)
- Tales From The Westside (2011; 2 CD live.)
- The Original Potato Land (2011; re-mastrad, en extra CD med bonusmaterial)
- Two Sides of A Rainbow - Live at the Rainbow, London 1978 (2012; 2 CD:n, mest live, andra CD:n inkluderar det ursprungliga 'Live Spirit'-albumet)
- Live At The Ash Grove 1967 Volume 1 (2016; 1 CD live)
- Live at Mile Square Park, Fountain Valley, Ca, October 27, 1991 (2025, 1 CD live)